# Medard Verkest
Medard Verkest (Eernegem, 11 januari 1863 - Gent, 15 september 1908) was een vroeg Belgisch volkskundige, een leerkracht en een activist in het verenigingsleven.

## Levensloop
Verkest, na lagere school in Eernegem en in, Gistel, werd in 1882 onderwijzer aan de Rijksnormaalschool in Brugge. Hij was achtereenvolgens onderwijzer of leraar in Torhout, Ieper, Tongeren, Brugge en Gent. In Brugge nam hij actief deel aan het verenigingsleven. Hij was een van de actieve leden van de artistieke verenigingen Kunst Genegen en Chat Noir en werkte mee aan de promotie van het toerisme.
Naargelang zijn vestiging nam hij deel aan de activiteiten van lokale kranten: het Weekblad van Yperen, De Toekomst (Ieper), Den Limburger, het Journal du Limbourg (Tongeren), de Brugschen Beiaard, het Bruxelles-revue, Flandria en De Flamingant (Brussel), de Vlaamsche Kunstbode (Antwerpen), Het Volksbelang en Volkskunde (Gent).

## Publicaties
- Twee Santen in een folkloristische tabbaard, in: De Vlaamsche Kunstbode, 1988.
- Oude vrijster. Een schetsje, in: De Vlaamsche Kunstbode, 1889.
- Folklore en Fantazij, Ieper, 1889.
- Een verdienstelijke Yperling: Evarist Allewaert, Ieper, 1890.
- Uit het visschersleven, in: De Vlaamsche Kunstbode, 1890.
- Gottlieb Gassen, Duitsch kunstschilder, in: De Vlaamsche Kunstbode, 1890.
- Het badmeisje. Eene schets, in: De Vlaamsche Kunstbode, 1890.
- Volkskundige aantekeningen over Kerstmis, Nieuwjaar en Dertiendag, 1891.
- Het kasteel van Beauvoorde, in: Tijdschrift van het Willemsfonds, 1896.
- Levensschets van Peter Benoit, 1897.
- Studiën over Brugsche kunstenaars, met talrijke platen, naar werken en teekeningen van Edmond van Hove, Sander Hannotiau, Hendrik Pickery, Gustaaf Pickery, Karel Rousseau, Flori van Acker, Emiel Verbrugge, Tongeren, 1900.
- Tentoonstelling van Vlaamsche Primitieven en Oude Meesters te Brugge, 1903.
- De hoofdkerk van Brugge en haar kunstschat, in: Kunst en Leven, 1902-1903.
- De vogels van Pieter Lanchals, in: De Vlaamsche Gids, 1907.
- Guide illustré du touriste à Bruges, z.j.